# Synagoge (Buk)
Koordinaten: 52° 21′ 30″ N, 16° 31′ 5,1″ O

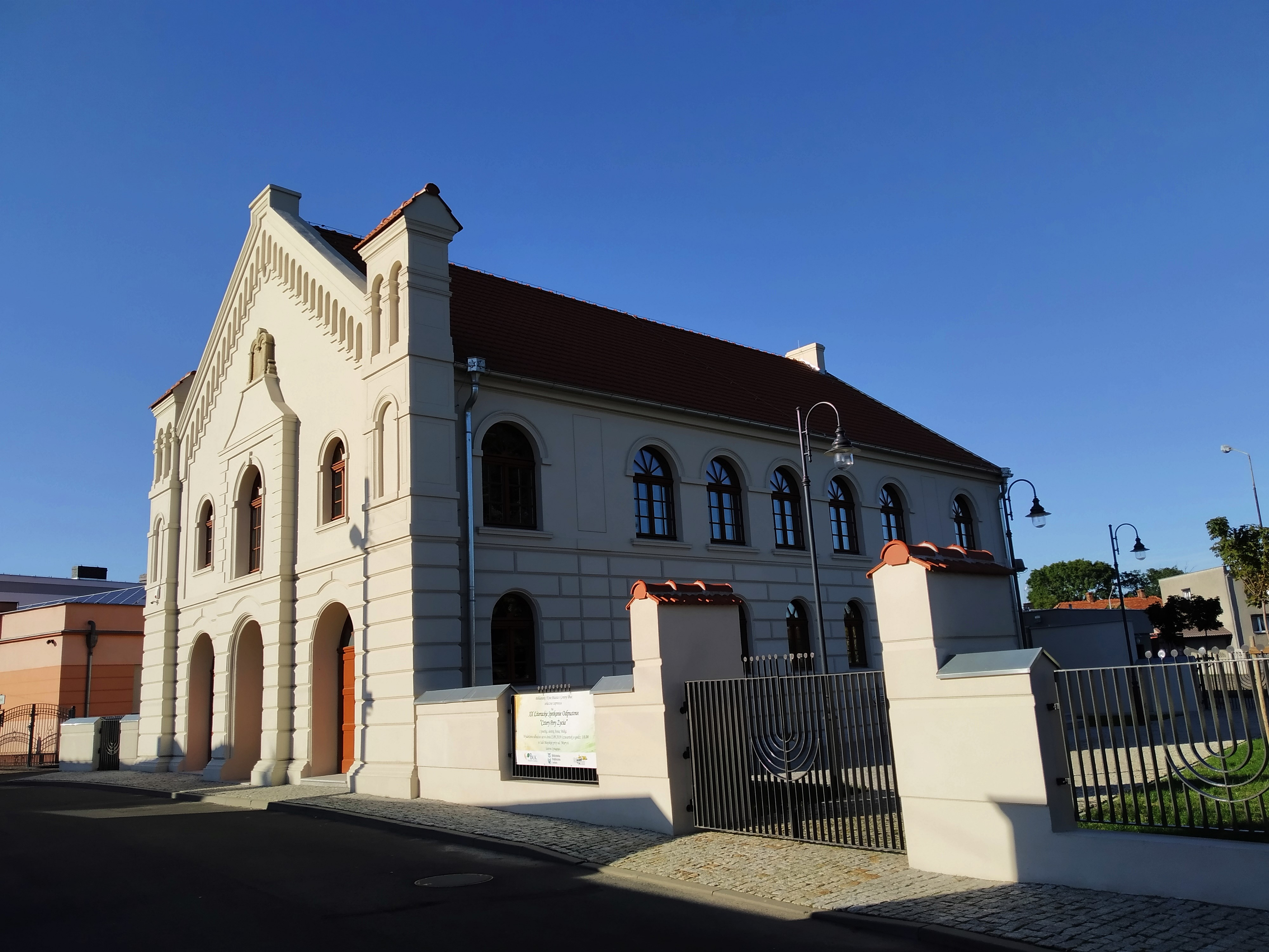
Synagoge in Buk

Die Synagoge in Buk, einer polnischen Stadt in der Woiwodschaft Großpolen, wurde 1909 errichtet. Die profanierte Synagoge ist als Kulturdenkmal klassifiziert. 

## Geschichte
Die Synagoge im neuromanischen Stil wurde an der Stelle eines Vorgängerbaus aus dem Jahr 1858 errichtet. Bis zu Beginn der deutschen Besetzung Polens im Jahr 1939 wurde das Bauwerk für Gottesdienste genutzt. 
Nach verschiedenen Umnutzungen (Werkstatt und Sporthalle) wurde das Synagogengebäude ab 1987 von der Stiftung der Familie Nissenbaum (siehe Shimon Nissenbaum) in Warschau renoviert. Seit 2009 ist die Stadt Buk Eigentümerin des Gebäudes, die 2017/18 eine umfassende Renovierung durchführte. Seither wird das Gebäude als Mehrzweck-Stadthalle genutzt, in dem standesamtliche Trauungen, Stadtratssitzungen sowie kulturelle und künstlerische Veranstaltungen stattfinden.